# Antonio Martín Gamero
Antonio Martín-Gamero González (Toledo, 1823-Toledo, 1874) fue un escritor e historiador español.

## Biografía
Fue cronista oficial de Toledo y director de su periódico El Tajo. Colaboró también en otros, como El Averiguador Universal. Cervantista aficionado, compuso varias obras sobre temas toledanos y la relación de Cervantes con la ciudad. Editó además, de Pedro de Alcocer, la Relación de algunas cosas que pasaron en estos reinos desde que murió la reina católica doña Isabel, hasta que se acabaron las comunidades en la ciudad de Toledo Sevilla: Imprenta y Librería Española y Extranjera de Rafael Tarascó, sucesor de José María Geofrin, 1872. Le añadió además un documentado prólogo, notas y apéndices. Es conocido sobre todo por ser autor de una monumental Historia de la ciudad de Toledo, sus claros varones y monumentos, Toledo: Imp. de Severiano López Fando, 1862. Sus restos mortales fueron trasladados en 1908 desde el cementerio antiguo al cementerio de Nuestra Señora del Sagrario, donde el Ayuntamiento le habría conseguido una tumba a perpetuidad.

## Obras
- Los cigarrales de Toledo : recreación literaria sobre su historia, riqueza y población Toledo: Imp. y librería de Severino López Fando, 1857
- Jurispericia de Cervantes: pasatiempo literario Toledo: Imprenta y Librería de Fando é hijo, 1870. Reimpresa en Madrid: Colegio de Abogados de Madrid, 2002.
- Manual de evaluaciones o reglas para fijar los productos de la riqueza sujeta a la contribución territorial Toledo, 1850 (Imprenta de Severiano López Fando)
- Discurso sobre La Ilustre Fregona y El Meson del Sevillano: leído el 23 de abril de 1872, aniversario de la muerte de Miguel de Cervantes Saavedra, ante la Comisión de Monumentos Históricos y Artísticos de Toledo Toledo: Imprenta y Librería de Fando é Hijo, 1872.
- Ordenanzas para el buen régimen y gobierno de la muy noble, muy leal e imperial ciudad de Toledo. Toledo: Imprenta de José de Cea, 1858
- Historia de la ciudad de Toledo: sus claros varones y sus documentos. Toledo, 1862 (Imprenta de Severiano López Fando). Reimpresión facsímil en Toledo: Zocodover, 1979, dos vols.
- Recuerdos de Toledo sacados de las obras de Miguel de Cervantes Saavedra. Carta a M. Droap, misterioso corresponsal en España del muy honorable doctor E. W. Thebussem, Baron de Thirmenth Toledo, 1869 (Imprenta de Fando é Hijo)
- Cervantes teólogo. Carta que dirige al sr. d. Mariano Pardo de Figueroa d. José María Sbarbi; precedida de una síntesis histórico-literaria por Antonio Martín Gamero. Toledo, 1870 (a costa de los herederos del autor)
- La familia de los Biblios. Hojas sueltas de un libro sin principios ni fines Toledo, 1870 (Imp. Fando)
- Dos Coronas poéticas para los niños: Las Parábolas del Evangelio, y Entretenimientos Cristianos Madrid: Fando é hijo, 1865
- El matrimonio de la mano izquierda. Carta dirigida al... Doctor E.W. Thebussem Toledo, 1870 (Imp. Cea)
- Las parábolas. Libro de lectura diaria para mis hijos Sevilla: Juan Moyano, 1856 (2.ª ed.)
- Rimas Toledo: Viuda é Hijos de J. Peláez, 1899.